# P-07C
ドコモ スマートフォン P-07C（ドコモ スマートフォン ピー ゼロ なな シー）、後のdocomo with series P-07C（ドコモ ウィズシリーズ ピー ゼロ なな シー）は、パナソニック モバイルコミュニケーションズによって開発された、NTTドコモの第三世代携帯電話（FOMA）端末である。コンセプトは「マイ・ファースト・スマートフォン」。OSはAndroid 2.3を搭載している。ドコモ スマートフォンのひとつとして発売されたが、2011年冬モデル発表以降はdocomo with seriesに分類されている。

## 概要
パナソニックとしては初となるスマートフォンとなる。スマートフォンとしてはまだ開拓しきれていない若い女性などがターゲットとなっており、端末のデザインは、グランスデザインと名づけられたグロスがかった質感に2種類の色の縁取りがはいっている。Blackの筐体には紫とピンク、Whiteの筐体には2種類のピンクの縁取りがほどこされている。背面は緩やかに丸みがかった筐体にカメラとフラッシュが中央に配されている。ディスプレーには大型の4.3インチ液晶が搭載されている。

インターフェースも女性を意識しており、ホーム画面や文字入力ボタン（フィットキー）写真を様々な素材をもちいてデコレーションをすることができるようになっている。そのためのアプリとして、ホーム画面などをカスタマイズできる「壁紙デコ」、撮影した写真を加工できるアプリ「プリプリまろん」なども用意されている。 
本端末ではLUMIX Phone P-03Cをはじめとしたパナソニックの携帯電話に採用されてきた回転キー「スピードセレクター」のタッチパネル版といえるランチャー「タッチスピードセレクター」がホーム画面に採用され、片手だけで概ねの操作が行えるように工夫されている。なお左手用、右手用の2種類にタッチスピードセレクターが用意されているため、利き手を気にしなくても済むようになっている。あわせて前述の文字入力ボタン（フィットキー）も親指が届く範囲などにいちをずらしてカスタマイズできるといった工夫がほどこされている。それにより4.3インチの大型ディスプレーでも概ねの操作が片手で行える。またこのホームアプリの他に、NTTドコモが開発したAndroid用のホームアプリであるdocomo Palette UIも搭載されており、切り替えて使うことも可能となっている。このUIを利用することで、たくさんダウンロードしたアプリケーションなどをカテゴリー毎に整理することが可能となり、目的のアプリケーションが簡単にみつけることができるようになる。またパレットは自分好みの色にすることができるほか、よく使うアプリを自動的に最上段に表示させることができる。 そのほかのドコモ仕様のアプリとして、BeeTV、iチャネル、メロディコール、トルカにも対応する。
タッチパネルには静電容量式を採用し、マルチタッチに対応する。
また本端末にはワンセグ、赤外線といった機能は搭載されているが、おサイフケータイは非対応となる。
通信機能としては、FOMAハイスピードの7.2Mbpsに対応するほか、Wi-FiではIEEE802.11b/g/nに対応し、最大150Mbpsの高速通信が利用できるほか、Wi-Fiテザリングにも対応しているため、本端末を親機として、パソコンやニンテンドーDS、PSPなどの子機を最大5台まで接続し、それぞれインターネット接続を行うことができる。
カメラ機能では複数の写真をテンプレートにはめこむ「コラージュ」や「ビューティー」の機能が搭載されている。

## Future Plus
本端末の目玉的なアプリケーションとして、Future Plusというものがプリセットされている。このアプリケーションは、このアプリだけで電話、SMS、spモードメール、mixi、Twitter、Facebook、ニュース、天気予報、NAVITIMEの終電案内、占いといった多くのコンテンツをパレット化されたひとつのタイムライン上に表示できる。またTwitter機能では周辺でつぶやかれている「周辺検索」やよく使う言葉で検索できる「おまかせ検索」をサポートしている。またFuture Plusを使っていくとポイントがたまりショップのデコ素材と交換ができ、それらを使って前述のホーム画面や文字入力キーなどのデコレーションに利用することができる。さらにポイントがたまるとキャラクターなどももらうことができる。また音楽再生、ギャラリー、電話、SMS、spモードメールといった基本的な機能にリンクされ、そのままアクセスが可能となっている。 

## メール・ブラウザ
ブラウザではFlash Player 10.2、JavaScript、HTML5がアドオンされており、パソコンとほぼ同等の動きのあるサイトの閲覧が可能となっている。
メールにおいてはGmailやPOP、IMAPのメールがサポートされているほか、iモードメールと同じ@docomo.ne.jpのプッシュ型のキャリアメールが利用できるように、spモードアプリがプリインストールされている。Gmailにおいては複数アカウントでプッシュメールが利用できる。また音声入力メールが対応している。
それに加えspモードでは、My DocomoのID発行や、ケータイデータお預かりサービスのような電話帳のバックアップを利用することができる。
そのほかにGoogle TalkやWindows Live Messengerといったプッシュ型のインスタントメッセンジャーが利用できる。
緊急地震速報(エリアメール)に対応している。

## アプリケーション
Android OS用のアプリケーションマーケットである、Androidマーケットが利用可能であり、30万を超えるアプリケーションの中から、自由にアプリケーションをインストールできる。
その他に、NTTドコモが提供するdマーケットからもアプリケーションをダウンロードができる。なおこれらのなかで日本円に対応したアプリケーションでは、携帯電話料金課金に対応している。

### Psmart
初めてAndroidを触る人でもすぐになじめるように、初期設定やおすすめのアプリケーションの紹介などを行うPsmartというコンテンツをそろえている。そのなかでは、オススメアプリの紹介や、Androidアプリの週間ランキングなどの紹介や、2,000を超える、壁紙などのダウンロードコーナーなども用意されている。

### 搭載アプリ
- ドコモマーケット
- Evernote
- レコチョク
- SelfCamera
- とるきゃら - 撮影した画像をデコメ絵文字に変換する
- モバゲー
- ぐるなび
- ナビタイム
- ウェザーニュースタッチ
- medhia U2
- 毎日新聞
- Twitter
- Facebook
- Catalist Mobile Reader - OfficeファイルやPDFファイルの閲覧用アプリ
- イネスシークレット
- ジョルテ
- BeeTV
- iD設定アプリ
- Evernote
- 電子書籍ストア 2Dfacto
- Gmail
- Google Maps / Latitude / ナビ
- YouTube
- Google Talk
- メール
- Google検索 / ボイスサーチ
- トルカ
- ドコモ海外利用アプリ
- 地図アプリ（トライアル版）
- 楽天オークション
- iチャネル
- 2Dfacto
- アラーム
- ブラウザ
- メール
- メッセージ
- 設定
- 電卓
- 音楽プレイヤー
- ギャラリー
- プレイス
- ダウンロード
- 時計
- ドコモ海外利用アプリ
- 地図アプリ
- 楽天オークション
- Gガイド番組表
- ワンセグ
- SDバックアップ
- 壁紙デコ
- Future Plus
- エコナビ

その他多数のアプリがプリセットされる予定

## 主な機能
| 主な対応サービス                   | 主な対応サービス                                                    | 主な対応サービス                       | 主な対応サービス                                 |
| ---------------------------------- | ------------------------------------------------------------------- | -------------------------------------- | ------------------------------------------------ |
| タッチパネル                       | FOMAハイスピード7.2Mbps(受信)／5.7Mbps(送信)                        | Bluetooth                              | DCMX／おサイフケータイ                           |
| iアプリオンライン／地図アプリ      | 直感ゲーム／メガiアプリ                                             | iウィジェット                          | マチキャラ／iコンシェル(※)                       |
| ホームU／ポケットU                 | GPS／ケータイお探し                                                 | デコメール／デコメ絵文字／デコメアニメ | iチャネル                                        |
| 着もじ                             | テレビ電話／キャラ電                                                | ケータイデータお預かりサービス         | フルブラウザ                                     |
| おまかせロック／バイオ認証         | 外部メモリーへiモードコンテンツ移行／ユーザーデータ一括バックアップ | トルカ                                 | iC通信／iCお引越しサービス                       |
| きせかえツール／ダイレクトメニュー | バーコードリーダ／名刺リーダ                                        | 2in1                                   | エリアメール／ソフトウェアーアップデート自動更新 |
| GSM／3Gローミング（WORLD WING）    | 着うたフル／うた・ホーダイ                                          | Music&Videoチャネル／ビデオクリップ    | デジタルオーディオプレーヤー(MP3)                |

※海外GPS対応

## 歴史
- 2011年3月30日 - Bluetooth認証通過
- 2011年4月20日 - 電気通信端末機器審査協会(JATE)審査通過
- 2011年5月16日 - NTTドコモより発表。
- 2011年6月8日 - 米国連邦通信委員会(FCC)通過
- 2011年8月7日 - 事前予約開始
- 2011年8月13日 -発売開始